# Агуа-Ревеш-и-Крашту
Агуа-Ревеш-и-Крашту (порт. Água Revés e Crasto)  —  район (фрегезия) в Португалии,  входит в округ Вила-Реал. Является составной частью муниципалитета  Валпасуш. По старому административному делению входил в провинцию Траз-уж-Монтиш и Алту-Дору. Входит в экономико-статистический  субрегион Алту-Траз-уш-Монтеш, который входит в Северный регион. Население составляет 415 человек на 2001 год. Занимает площадь 20,10 км².
Покровителем района считается Апостол Варфоломей (порт. São Bartolomeu). 